# Tengeliönjoki
Der Tengeliönjoki ist ein Fluss im Nordwesten Finnlands in der Landschaft Lappland.
Er bildet den Abfluss des Sees Miekojärvi. Von dort fließt er in überwiegend westlicher Richtung zum Tornionjoki (schwedisch Torne älv). 
Dabei durchfließt er die Seen Iso Lohijärvi und Portimojärvi. 
Bevor der Tengeliönjoki bei Ylitornio in den Tornionjoki mündet, verläuft er in einem Bogen nördlich um den Berg Aavasaksa herum.
Der 51 km lange Fluss entwässert ein Gebiet von 3118 km². 
Der mittlere Abfluss beträgt 31 m³/s.
Das von Pohjolan Voima betriebene Portimokoski-Wasserkraftwerk liegt unweit der Mündung.
Es wurde 1987 fertiggestellt, hat eine installierte Leistung von 10,5 MW und eine Fallhöhe von 16,5 m.